# George Berkeley (filozof)
George Berkeley (IPA /ˈbɑː(ɹ).kli/; ur. 12 marca 1685 w Dysert Castle w hrabstwie Kilkenny, zm. 14 stycznia 1753 w Oksfordzie) – irlandzki filozof, myśliciel, misjonarz anglikański i biskup Cloyne.
Jego Alciphron, or the minute philosopher umieszczony został w index librorum prohibitorum.

## Życiorys
Urodził się w zamożnej, arystokratycznej rodzinie.

O wczesnym okresie życia George’a Berkeleya niewiele wiadomo, nie są też zbyt znane losy jego rodziny. Ojciec jego prawdopodobnie był Anglikiem, którego rodzina przybyła do Irlandii pod koniec panowania Ryszarda Drugiego, matka była Irlandką. Nie jest też w sposób pewny ustalona data jego urodzenia, najprawdopodobniej urodził się 12 marca 1685 roku w Irlandii, w hrabstwie Kilkenny. Posiadamy dopiero dokładną datę wpisu chłopca do szkoły w Kilkenny – było to latem 1696. Szkoła ta cieszyła się wówczas sławą „irlandzkiego Eton”, ekskluzywnej anglikańskiej szkoły dla chłopców. Kilka lat przed przybyciem do niej Berkeleya był jej uczniem słynny później pisarz angielski Jonathan Swift, kolegą szkolnym był jego późniejszy najwierniejszy przyjaciel i adresat wieloletniej korespondencji – Thomas Prior.

W marcu 1700 roku piętnastoletni Berkeley rozpoczął studia w Trinity College w Dublinie, studiował tam języki klasyczne. Kontynuował karierę akademicką na tej uczelni, osiągając stanowisko starszego wykładowcy greki. Fascynował się współczesnymi mu prądami filozoficznymi, zwłaszcza empiryzmem. W tym spokojnym okresie swojego życia napisał też pierwszą część najważniejszego dzieła filozoficznego: Treatise Concerning the Principles of Human Knowledge (Traktat o zasadach poznania ludzkiego), w którym zawarł podstawy swojego systemu filozoficznego zwanego idealizmem empirycznym, idealizmem subiektywnym albo immaterializmem. Traktat został wydany w 1710 roku, gdy Berkeley miał 25 lat.
Podstawowy wywód Berkeleya zawarty już na pierwszych stronach traktatu (po wstępie) opiera się na stwierdzeniu, że to, co daje się ująć bezpośrednio podczas obserwacji rzeczywistości, to doznania percepcyjne, np. jabłko w bezpośrednim doświadczeniu jawi się tylko jako układ doznań (kształt, kolor, smak, zapach). Natomiast domniemanie, że istnieje coś poza doznaniami, domniemanie, że np. jabłko jest czymś więcej niż jedynie układem doznań percepcyjnych, jest nieuprawnione i jest metafizycznym zmyślaniem.

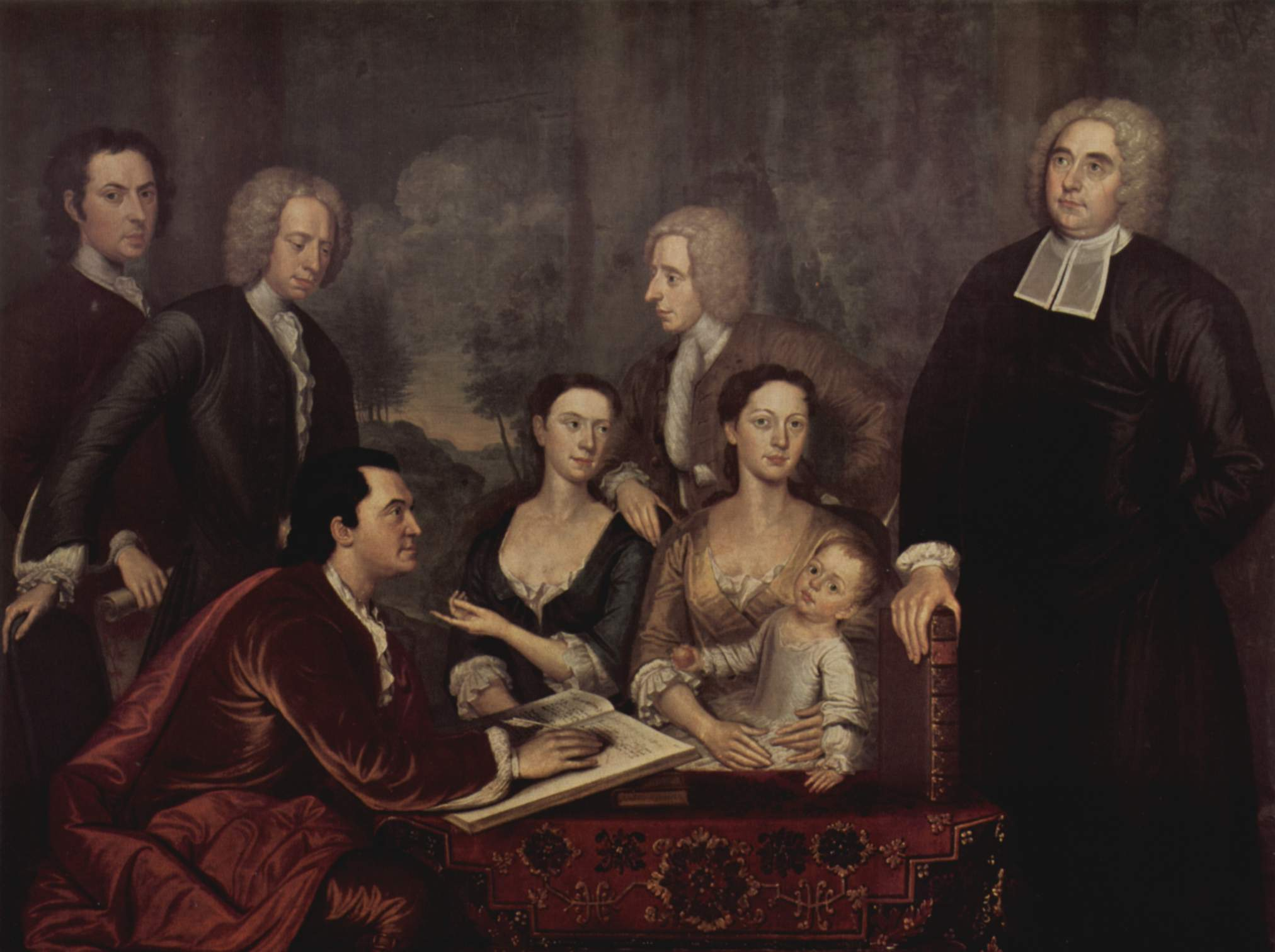
Portret rodzinny George’a Berkeleya

W 1713 roku przyjął święcenia kapłańskie i pojechał na staż kapłański do Londynu. Po powrocie ze stażu kontynuował karierę akademicką w Trinity College w Dublinie, zostając dziekanem jednego z wydziałów i kończąc w tym czasie drugą część Treatise Concerning the Principles of Human Knowledge.
W drugiej połowie życia zaangażował się w rozmaite prace misjonarskie, z których najważniejszą było ustanowienie dwóch uniwersytetów misjonarskich – na Rhode Island w Ameryce Północnej – oraz na wyspach Bermudach.
Później spędził kilka lat, podróżując po różnych krajach Europy i krążąc z wykładami na temat swojego systemu filozoficznego między Londynem, Oxfordem i Irlandią. W 1734 roku został powołany na stanowisko biskupa Cloyne, gdzie osiadł niemal do końca swoich dni. Na kilka tygodni przed śmiercią wyjechał do syna studiującego w Oxfordzie i tam zmarł. 
Oprócz zagadnień filozoficznych, Berkeley zajmował się też podstawami matematyki, uściślając zasady rachunku różniczkowego, ekonomią oraz psychologią poznania wzrokowego.

## Filozofia Berkeleya
Jakkolwiek wychowany w duchu religijnym, Berkeley był też zafascynowany klarownym empiryzmem Johna Locke’a. Już jednak w latach młodzieńczych zauważył lukę w jego rozumowaniu, która później stała się podstawą własnej filozofii. Zdaniem Locke’a ludzie tworzą w swoich umysłach „idee proste”, czyli wyobrażenia rzeczy materialnych na podstawie bodźców emitowanych przez te rzeczy i rejestrowanych przez zmysły. Dzisiaj to brzmi być może banalnie, ale w czasach Locke’a był to pomysł rewolucyjny, gdyż sprowadzał idee do prostych zbiorów zapamiętanych wrażeń zmysłowych, a nie samoistnych bytów.
Berkeley zauważył jednak, że tak naprawdę dane są nam tylko dwie rzeczy – same bodźce i wygenerowane na ich podstawie idee. Do przedmiotów materialnych nie mamy jednak bezpośredniego dostępu – nie możemy ich sobie bezpośrednio „włożyć do głowy”, stąd tak naprawdę nie wiemy, czy istnieją rzeczywiście, czy tylko są naszymi wyobrażeniami. Gdyby ktoś dostarczał nam bodźców niezależnie od przedmiotów, nie moglibyśmy się przekonać, że jest inaczej.
Berkeley uznał, że sama idea bytu obiektywnego jest błędna, bo nie można stwierdzić istnienia czegokolwiek w sposób obiektywny. Stworzył więc pojęcie „bytu obserwowanego”, a ściślej mówiąc uznał, że coś istnieje dla nas wtedy i tylko wtedy, kiedy możemy to obserwować, natomiast gdy tego nie obserwujemy, nie możemy mieć pewności, czy to coś nadal istnieje. Jednym słowem: być oznacza być (przez kogoś) postrzeganym (esse = percipi).
Jeśli patrzymy na stół i dotykamy go, nasz umysł tworzy sobie ideę stołu, dając nam wrażenie obiektywnego istnienia tegoż. Jeśli jednak nie patrzymy na stół w danym momencie, to skąd możemy wiedzieć, czy on nadal istnieje? Mamy w pamięci ideę stołu, ale ona wcale nie musi odpowiadać rzeczywistemu stołowi, gdyż równie dobrze potrafimy tworzyć sobie idee rzeczy nieistniejących, których nigdy nie widzieliśmy. Zatem fakt pamiętania czegoś wcale nie dowodzi, że to faktycznie istnieje. Czy nie rozsądniej jest zatem uznać, że czegoś takiego jak byt obiektywny nie ma i jest „chwilowo” tylko to, co w danym momencie obserwujemy?
Można powiedzieć, że taka definicja bytu jest skrajną konsekwencją empiryzmu. Doprowadza ona jednak do paradoksalnego dla empiryka wniosku, że:
bezpośrednio dana jest nam tylko zawartość naszych własnych umysłów
Kontynuując ten tok rozumowania, dochodzimy do wniosku, że jedyną rzeczą, którą jesteśmy w stanie stale obserwować – a zatem jedyną rzeczą, która dla nas zawsze istnieje – jesteśmy my sami. W pewnym sensie Berkeley doszedł do tego samego wniosku co Kartezjusz, dla niego jednak nawet istnienie samego siebie było niczym innym niż tylko postrzeganiem siebie, a nie pewnością obiektywnego istnienia. Dlatego też Berkeley nie mógł w tak prosty sposób jak Kartezjusz wyciągać wniosków, co do istnienia świata i Boga na podstawie idei zawartych we własnym umyśle, gdyż przecież mogą one być tylko sztucznymi tworami, wygenerowanymi przez własny, nudzący się umysł, znajdujący się w rzeczywistości w absolutnej próżni.
Stała powtarzalność i „racjonalność” bodźców dowodem na istnienie Boga.
Berkeley dowiódł, że wychodząc od czystego empiryzmu – czyli starając się wywieść całą naszą wiedzę z dochodzących do nas bodźców – dochodzi się nieuchronnie do odrzucenia idei substancjalności – czyli obiektywnego istnienia świata materialnego. Jednak przy założeniu niesubstancjalności świata materialnego, zachodzi pytanie, jak to się dzieje, że dochodzące do nas bodźce mają racjonalną strukturę i są powtarzalne. Mówiąc prościej, czemu stół z wcześniejszego przykładu nie znika, tylko „wraca”, ilekroć zwrócimy na niego uwagę i tak samo dzieje się ze wszystkimi przedmiotami, z którymi mamy do czynienia?
Odpowiedzią Berkeleya było: dlatego, że ktoś przez stałą obserwację stale „podtrzymuje” istnienie racjonalnie skonstruowanego świata materialnego. Oczywiście ten „ktoś” musi to robić stale i jednocześnie mieć zdolność „widzenia wszystkiego naraz” – a zatem jest to nie kto inny, tylko Bóg. W ten sposób Berkeley „uratował” Boga w swoim systemie, a nawet nadał nowy, nieznany dotąd (w zachodniej filozofii) sens temu pojęciu. Wyprowadzając wskazany dowód na istnienie Boga, Berkeley zbliżał się do poglądów filozoficznych Malebranche’a:

U obu tych filozofów proces poznawania wymaga stałej interwencji Boga.
W systemie Berkeleya ostał się więc tylko umysł oraz Bóg, zaś świat materialny został pozbawiony substancjalności – a to wszystko zostało racjonalnie wyprowadzone z analizy bodźców zewnętrznych, dochodzących do umysłu. To właśnie powoduje, że system Berkeleya nazywa się idealizmem empirycznym.
Berkeley był drugim z „wielkiej trójki” oświeceniowych empiryków brytyjskich. Pierwszym był John Locke, a trzecim David Hume.

Niektórzy widzą w jego filozofii pomost wiodący od Locke’a do Hume’a [- – -]. Jeszcze inni, jak Geoffrey J. Warnock, twierdzą, że „poglądy Berkeleya pasożytowały na teoriach Locke’a”, a stanowisko autora Traktatu o zasadach poznania ludzkiego można najłatwiej zrozumieć jako wynik „prostego, ale daleko idącego poprawienia stanowiska Locke’a”

Nowa definicja pojęcia bytu Berkeleya oraz negatywna analiza idei substancjalności stała się jedną z podstaw filozofii Immanuela Kanta, G.F. Hegla oraz fenomenologii.

## Badania nad filozofią Berkeleya w Polsce
Literatura poświęcona koncepcji filozoficznej biskupa z Cloyne jest wciąż bardzo uboga. Pierwszą polską obszerną monografią traktującą szczegółowo o filozofii Berkeleya została książka autorstwa Adama Grzelińskiego Człowiek i duch nieskończony. Immaterializm George’a Berkeleya (Wydawnictwo Naukowe UMK, Toruń 2010, 295 s.).

## Krytyka
Krytykę filozofii George Berkeleya przedstawił Immanuel Kant w Krytyce czystego rozumu.

## Prace
- The Works of George Berkeley. Ed. by Alexander Campbell Fraser. In 4 Volumes. Oxford: Clarendon Press, 1901.
  1. Vol. 1
  2. Vol. 2
  3. Vol. 3
  4. Vol. 4

Dzieła tłumaczone na język polski
- Rzecz o zasadach poznania ludzkiego, przeł. Feliks Jezierski, Warszawa 1890/2003.
- – Traktat o zasadach.pdf Traktat o zasadach ludzkiego poznania, w którym poddano badaniu główne przyczyny błędów i trudności w różnych dziedzinach wiedzy oraz podstawy sceptycyzmu, ateizmu i niewiary, przeł. Janusz Salamon SJ (Kraków: Wydawnictwo Zielona Sowa, 2005).
- Trzy dialogi między Hylasem a Philonousem. Przeciw sceptykom i ateistom, przeł. Michał Filipczuk (Kraków: Wydawnictwo Zielona Sowa, 2006).
- Alkifron, czyli pomniejszy filozof w siedmiu dialogach zawierający apologię chrześcijaństwa przeciwko tym, których zwą wolnomyślicielami. Wydawnictwo Marek Derewiecki, 2008. ISBN 978-83-89637-93-2. Brak numerów stron w książce
- Dzienniki filozoficzne. Słowo/obraz terytoria, 2008. ISBN 978-83-7453-800-8. Brak numerów stron w książce
- Próba stworzenia nowej teorii widzenia i inne eseje filozoficzne, przeł. Adam Grzeliński i Translatorium filozoficzne Instytutu Filozofii UMK, Wydawnictwo Naukowe UMK, Toruń 2011, ISBN 978-83-231-2643-0.
- Siris. Łańcuch filozoficznych refleksji i dociekań wraz z Dodatkami, przeł. Adam Grzeliński, Marta Szymańska-Lewoszewska, Wydawnictwo Naukowe UMK, Toruń 2013, ISBN 978-83-231-3111-3.
- Pisma ekonomiczne i społeczne, przeł. Adam Grzeliński i Marta Szymańska-Lewoszewska, Toruń: Wydawnictwo Naukowe UMK, 2017, ISBN 978-83-231-3778-8.
- Eseje z „The Guardian” oraz kazania, wprowadzenie i redakcja naukowa: Adam Grzeliński, Dariusz Kucharski, Marta Szymańska-Lewoszewska, Toruń: Wydawnictwo Naukowe UMK, 2020, ISBN 978-83-231-4410-6.